# Izbiște
Izbiște è un comune della Moldavia situato nel distretto di Criuleni di 3.017 abitanti al censimento del 2004